# St. Stephanus (Poltringen)

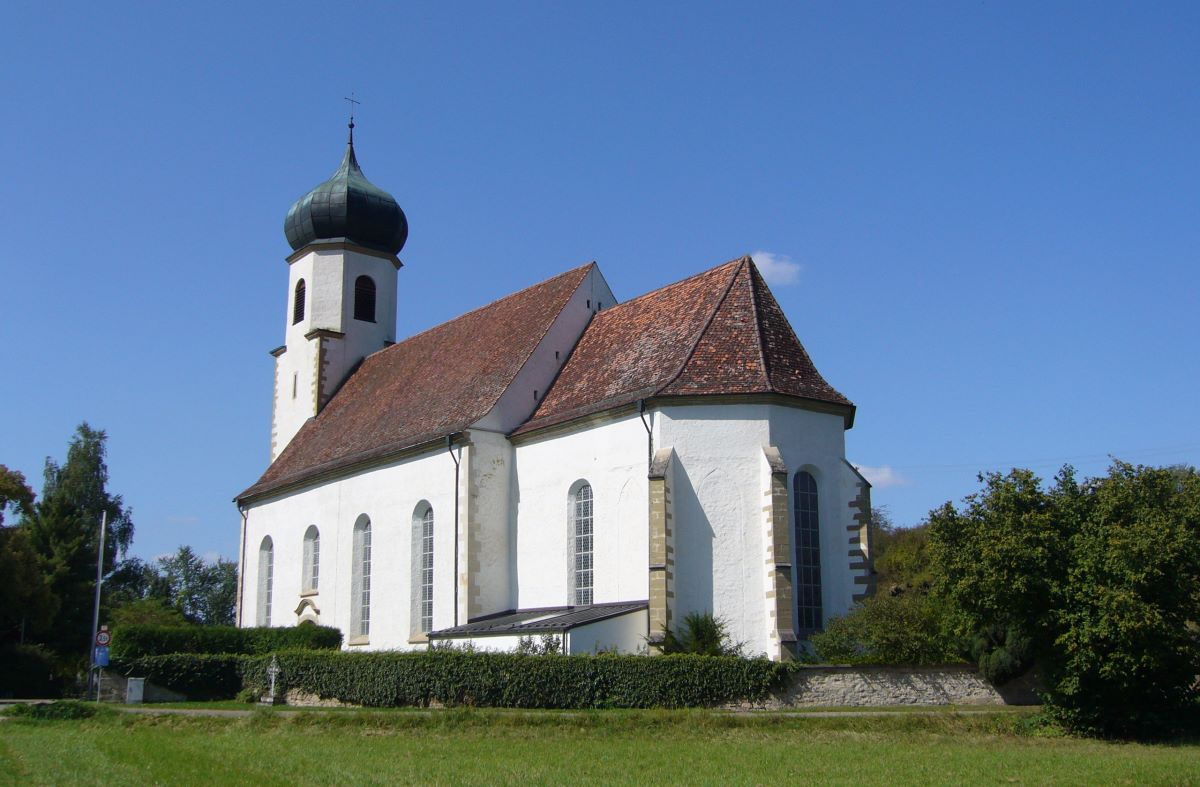
St. Stephanus in Poltringen

Die römisch-katholische Pfarrkirche St. Stephanus steht auf dem Friedhof von Poltringen, einem Gemeindeteil von Ammerbuch im Landkreis Tübingen von Baden-Württemberg. Die Kirchengemeinde gehört zum Dekanat Rottenburg der Diözese Rottenburg-Stuttgart. Das Bauwerk ist beim Landesamt für Denkmalpflege Baden-Württemberg als Kulturdenkmal nach § 28 DSchG eingetragen.

## Beschreibung
Die in der Mitte des 13. Jahrhunderts gebaute Saalkirche besteht aus einem Langhaus mit vier Jochen, das 1750–62 erneuert wurde, einem eingezogenen, dreiseitig geschlossenen Chor im Osten, der von Strebepfeilern gestützt wird, und einem Kirchturm im Westen, dessen oberstes Geschoss mit abgeschrägten Ecken den Glockenstuhl mit drei Kirchenglocken beherbergt, auf dem eine Zwiebelhaube sitzt.
Der Innenraum des Langhauses ist mit einem Stichkappengewölbe überspannt. Zur Kirchenausstattung gehören ein um 1500 gebautes Sakramentshaus, der um 1700 errichtete Hochaltar und ein Kruzifix aus dem späten 13. Jahrhundert. Die Orgel wurde von Christoph Ludwig Goll gebaut.